# Martin Fabri
Martin Schmied († 10. April 1520), auch Martin Schmidt, Martin Faber, Martin Fabri, war der letzte katholische Pfarrer in Görlitz vor der Reformationszeit bzw. bis zum Bau der Heilig-Kreuz-Kirche im Jahr 1853, der ersten nachreformatorischen katholischen Kirche in Görlitz.

## Biographie
Aufgrund der Verbreitung seines Namens Schmied ist über seine Herkunft nichts zu sagen. Faber bzw. Fabri sind lateinische Formen des Namens Schmied. Laut Theodor Neumann stammte er aus Hennersdorf. 1468 wurde Schmied zum Priester geweiht und spätestens 1493 Kanonikus in Bautzen. 1501 entstand ein Streit wegen der Einfuhr fremden Bieres nach Görlitz, bei dem der vormalige Stadtschreiber Conrad Nißmann gegen den Görlitzer Stadtpfarrer Johannes Behem eintrat. (Siehe auch: Bierkrieg zwischen Görlitz und Zittau.) Am 15. September 1501 wurde er durch Martin Schmied als Pfarrer ersetzt. Schmied wurde gleichen Jahres auch Inhaber der Görlitzer Stadtpfarrei. 1504 stiftete er sich selbst auf Optionsrecht eine Pfründe. Wenige Tage später bat er zum Zwecke seiner Gleichberechtigung um Vereinigung dieser und der bestehenden Pfründe. Dadurch wurde Schmied berechtigt, auf eine höhere Pfründe aufzusteigen.
Schmied bediente auch einen Tragaltar, wozu er zu einem unbekannten Zeitpunkt zusammen mit Paul Küchler das Recht erhalten hatte.
Nach Johannes Hass’ Aufzeichnungen hat Schmied Görlitz insgesamt eine sehr hohe Summe von 6000 rheinischen Gulden gestiftet (‚legiert‘). Im Görlitzer Franziskanerkloster stiftete er eine Seelenmesse.
1508 verkaufte Fabri den Nikolaikirchhof, samt dem Pfarrhof, zu dem „eine große Menge Aecker bis nach Ebersbach hin“ gehörte und den seither die Pfarrer besessen hatten, an den Rat.
Am 9. November 1509 entschied der Görlitzer Rat, Martin Fabri einen Schlüssel zur Ablasskiste (Behälter zur Aufbewahrung der Ablassgelder) zu überreichen.
1519 bestätigte der Bischof in Stolpen Martins Testament, das an 48 Personen und Einrichtungen in Meißen, Großglogau und vor allem der Oberlausitz gerichtet war. Sie verpflichteten sich im Gegenzug zu Schmieds Memoria. Beispielsweise Johannes Hass erbte ein „silbernes Gefäß“ und ein Drittel (möglicherweise neben den zwei anderen Testamentsvollstreckern Paul Küchler und Valerius Rosenhain) der von ihm selbst hervorgehoben 6000 rheinischen Gulden „an Zinsen und Baarschaften“, über deren Verteilung er offenbar einen „harten Streit“ unbekannten Ausgangs ansetzte. Der Bischof von Meißen erbte acht Goldgulden.
Schmied war auch sehr gut befreundet mit dem Görlitzer Großhändler Hans Frenzel. Schmied wurde der Taufpate Frenzels ersten, früh verstorbenen Sohnes Johannes (13. Dezember 1512 – 31. Dezember 1512) und vererbte ihm zwei goldene Rubinringe und seiner Frau zwei goldene Ringe mit Diamant und Saphir. Sein „Nachfolger“ Joachim Frenzel erbte vier Gärten.

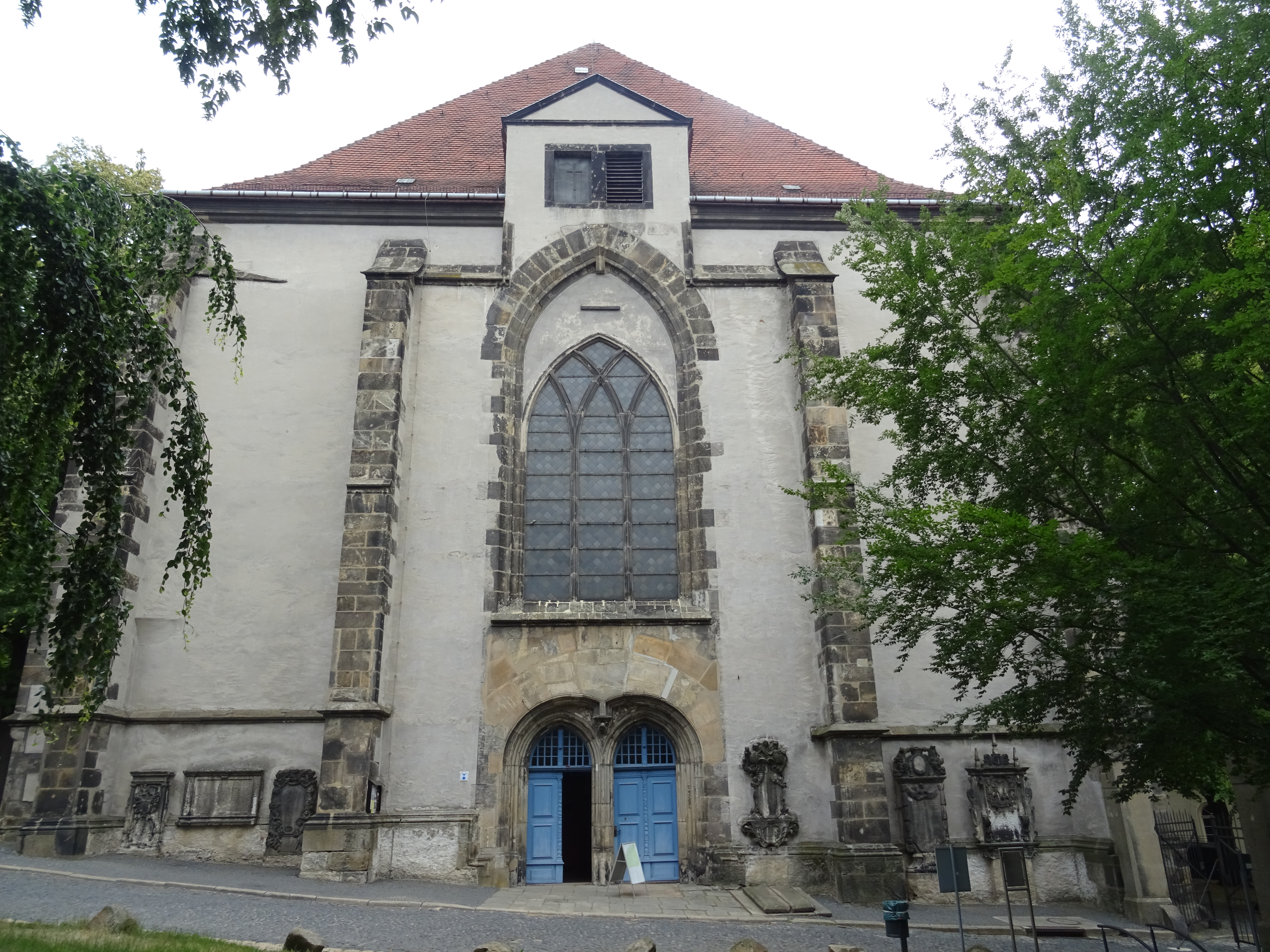
Westliches Portal von St. Nikolai

Martin Schmied starb am 10. April 1520 als „sehr würdiger Jubelpriester“. Er erhielt einen Grabstein vor dem westlichen Eingang bei St. Nikolai, wo er auch bestattet wurde. Dieses Portal als Teil eines „sehenswerth[en]“ Denkmals („ein großes Fenster in der Kirche, darunter ein Doppeleingang in Spitzbogen mit zwei runden Bogen darüber“) hatte Schmied im Jahr zuvor machen lassen. Der von Schmieds „Frömmigkeit […] in seinen letzten Augenblicken“ beeindruckte Johannes Hass war bei seinem Tod zugegen. Sein Nachfolger wurde Franz Rothbart.